# Psoa maculata
Psoa maculata är en skalbaggsart som först beskrevs av Leconte 1852.  Psoa maculata ingår i släktet Psoa och familjen kapuschongbaggar. Inga underarter finns listade i Catalogue of Life.

## Bildgalleri

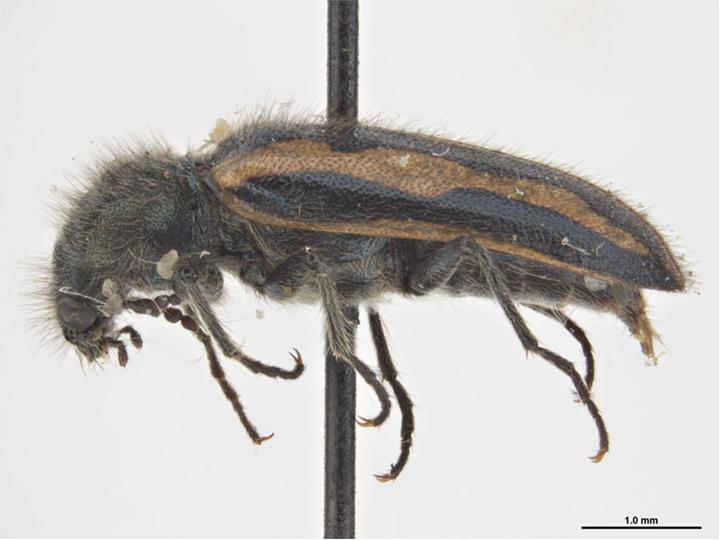